# دانيال ماجنوسون
دانيال ماجنوسون هو لاعب هوكي الجليد سويدي، ولد في 30 يناير 1991.

## وصلات خارجية
- دانيال ماجنوسون على موقع EliteProspects.com (الإنجليزية)
- دانيال ماجنوسون على موقع HockeyDB.com (الإنجليزية)